# Hustler (Wisconsin)
Hustler es una villa ubicada en el condado de Juneau en el estado estadounidense de Wisconsin. En el Censo de 2010 tenía una población de 194 habitantes y una densidad poblacional de 109,03 personas por km².

## Geografía
Hustler se encuentra ubicada en las coordenadas 43°52′38″N 90°15′57″O / 43.87722, -90.26583. Según la Oficina del Censo de los Estados Unidos, Hustler tiene una superficie total de 1.78 km², de la cual 1.78 km² corresponden a tierra firme y (0%) 0 km² es agua.

## Demografía
Según el censo de 2010, había 194 personas residiendo en Hustler. La densidad de población era de 109,03 hab./km². De los 194 habitantes, Hustler estaba compuesto por el 97.94% blancos, el 0% eran afroamericanos, el 0% eran amerindios, el 0.52% eran asiáticos, el 0% eran isleños del Pacífico, el 0% eran de otras razas y el 1.55% pertenecían a dos o más razas. Del total de la población el 1.55% eran hispanos o latinos de cualquier raza.